# Dál Fiatach

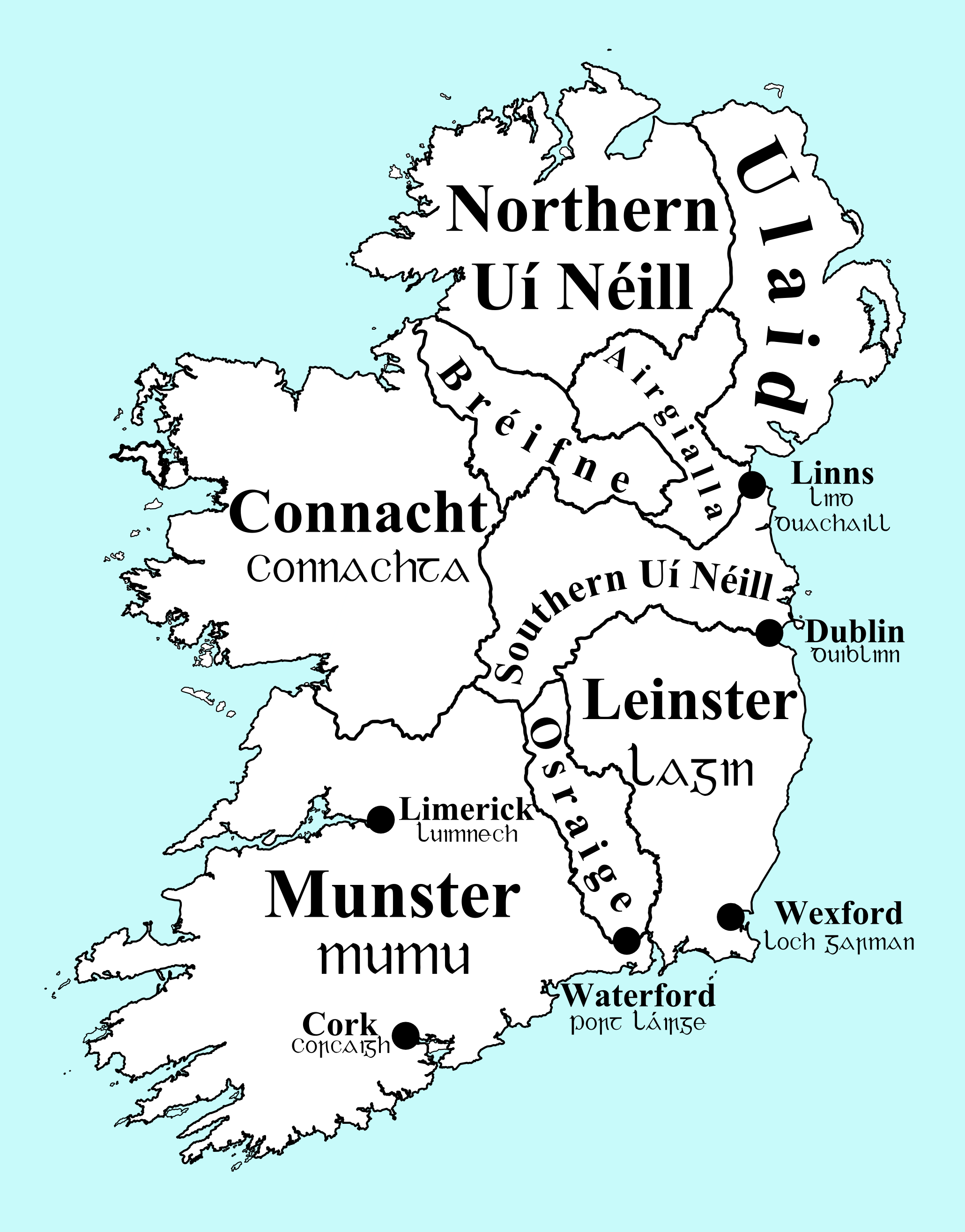
Irlandia ok. 900 r.

Dál Fiatach – średniowieczne irlandzkie królestwo i dynastia we wschodnim Ulaidze na terenie obecnego hrabstwa Down w Irlandii Północnej. 

## Opis
Nazwa Dál Fiatach wywodzi się od Fiatacha Finna, legendarnego króla Ulaidu i zwierzchniego króla Irlandii. Uczeni uważają, że ród związany był zarówno z Voluntii jak i Dairini, wymienionych w Geografii Klaudiusza Ptolemeusza, starożytnego greckiego geografa z II w. n.e. oraz może bardziej bezpośrednio z prehistorycznymi Dáirine i późniejszym Corcu Loígde. Ulaid, w którym Dál Fiatach była panującą dynastią, jest kojarzony z Érainn przez genealogów i językoznawców. Przedstawiciele Dál Fiatach głosili o swym pokrewieństwie z legendarnym Cú Roí mac Dáire i Clanna Dedad.
Dál Fiatach rywalizował o zwierzchnictwo nad Ulaidem z Dál nAraidi, dynastią ludu Cruithni, którzy się podawali za „prawdziwych Ulatów”, za potomków Conalla Cernacha, legendarnego bohatera cyklu ulsterskiego, potomka Rudraige’a mac Sithrige. Legendarni Ulaci, lud przypuszczalnie związany w pewien sposób z przodkami Dál Fiatach, chociaż to nie jest wyraźnie zachowane w późniejszych genealogicznych tradycjach, bywają nazywani Clanna Rudraige. Członkowie Dál Fiatach akcentowali swe pokrewieństwo z Clanna Dedad z Munsteru, rywalami Clanna Rudraige.  Każdy znany król Dál Fiatach stawał się królem Ulaidu. Jednak nie udało się im zmonopolizować władzy królewskiej. Musieli dzielić się władzą z Dál nAraidi, którzy dostarczyli pewną liczbę potężnych królów. 
Młodsza gałąź Dál Fiatach rządziła Leth Cathail (Połowa Cathala), obecnie półwyspem Lecale koło Downpatrick. Prestiżowa siedziba klasztoru w Downpatrick pozostała pod kontrolą głównej linii Dál Fiatach.
Z dawnego królestwa Ulatów pozostały tylko wschodnie rubieże Ulaidu, obecne tereny hrabstw Antrim i Down. Bowiem z południa nadszedł najazd na centrum, gdzie zdobywcy uczynili swoim „krajem miecza”, znanym później, jako Airgíalla, czyli „ludy podległe”. W V w. doszło do podboju zachodniego Ulaidu, dokonanego przez ród Uí Néill, gdzie powstało królestwo Ailech, w którego skład weszło dawne centrum Ulatów, Emain Macha.
Pojawienie się Dál Fiatach zapewne spowodowało wyparcie wcześniejszych rodów Ulaidu z pamięci. Bowiem roczniki odnotowują pod rokiem 496 „szturm na Downpatrick” na terenie obecnego hr. Down. Od tego czasu stał się on centrum rządów Dál Fiatach. Przed początkiem VII w. ród zdominował Ulaid tak, że tytuł rí Ulad oznaczał zarówno „króla Dál Fiatach” jak i „króla Ulaidu”. Kontynuowali ekspansję na północ, gdzie zdominowali Bangor, ośrodek słynnego i wpływowego klasztoru założonego przez członka Dál nAraidi. Wkrótce przenieśli tutaj siedzibę władzy z Downpatrick  
Ostatni królowie zostali pokonani przez Normanów pod wodzą Jana de Courci. Jednak próbowali się zebrać i kontratakować, ale bez skutku. Potomkami linii królewskiej byli O’h-Eochaidh (zanglizowane O’Heoghy, Hoey, Howe, Haugh, Haughey itd.), MacDunshleibhe i O'Dunsleibhe (zanglizowane Dunleary, Dunlief, Dunlap, Delap, Dunlevy, Don-Levi, Donlevy, Levingstone, Livingstone i Levenston). Większość członków MacDonlevy ostatecznie poszła na zachód do Donegalu, gdzie byli dziedzicznymi medykami panującej dynastii O′Donnell w Tyrconnellu i byli później znani pod nazwiskiem Mac an Ulltaigh (syn mieszkańców Ulaidu), zanglizowane MacNulty. O′Haughey/O′Hoey są znajdowani głównie w hrabstwie Down.

### Rodowód
- Eochaid (Eoin) Brec mac Lugaid, wnuk Itha z rodu Milezjan; miał dwóch synów, w tym:
  - Sithchend (Sithcenn), miał syna:
    - Finn (Find), miał syna:
      - Marthened (Mairtine), miał syna:
        - Roth Ruad, miał syna:
          - Lond, miał syna:
            - Oilioll Laebchuire (Laobchorach), miał trzech synów, w tym:
              - Oilioll (Ailill) Erann (Erand), przybrany syn Fiachy Fermary, syna arcykróla Aengusa III Tuirmecha Temracha. Stąd w niektórych źródłach jego potomkowie byli określani jako członkowie rodu Milezjan z linii Eremona; miał syna:
                - Feradach, miał syna:
                  - Forgo, miał syna:
                    - Maine (Mane Mair), miał syna:
                      - Arndil, miał syna:
                        - Rothriun (Rothrein), miał syna:
                          - Triun (Trein), miał syna:
                            - Rosin, miał syna:
                              - Sin mac Rosin, miał trzech synów, w tym:
                                - Dedad mac Sin, a quo Clanna Dedad
                                - Eochaid (Echdach/Echach) mac Sin, miał syna:
                                  - Deithsin (Deitsini), miał syna:
                                    - Dluthach (Dluthaig), miał syna:
                                      - Daire (Dairi), miał syna:
                                        - Fiatach Finn, król Ulaidu i zwierzchni król Irlandii